# Атлетика на Летњим олимпијским играма 1936 — бацање диска за жене
Такмичење у бацању диска за жене на Олимпијским играма 1936. одржано је на Олимпијском стадиону у Берлину, 4. августа 1936. у 15.15 часова. Пријавњено је 19 атлетичарки, па није било квалификација и све су учествовале у финалу.
Титулу олимпијске победнице у бацању диска освојену на Олимпијским играма 1932. у Лос Анђелесу није бранила Лилијан Копланд из САД.
Најмлађа учесница такмичења у диску, као и комплетног атлетског такмичења на ЛОИ 1936. била је Јапанка Ко Накамура-Јошино са 16. година и 104 дана, а најстарија у бацању диска Францускиња Лисјен Вели 34 године и  189 дана.

## Земље учеснице
Учествовало је 19 бацачица диска из 11 земаља.
1. Аустрија  (2)
2. Чехословачка  (1)
3. Француска  (1)
4. Холандија  (2)
5. Италија (1)
6. Јапан  (3)
7. Југославија (1)
8. Немачка (3}
9. Пољска (1)
10. САД (3)
11. Шведска (1)

## Освајачи медаља
|                           |                       |                          |
| Гизела Мауермајер Немачка | Јадвига Вајс · Пољска | Паула Меленхауер Немачка |

## Рекорди пре почетка такмичења
Стање 3. августа 1936.
| Светски рекорд    | 48,31 | Гизела Мауермајер | Немачка | Дрезден, Немачка | 11. јул 1936.   |
| Олимпијски рекорд | 40,58 | Лилијан Копланд   | САД     | Лос Анђелес, САД | 2. август 1932. |

## Рекорди после завршетка такмичења
| Олимпијски рекорд | 47,63 | Гизела Мауермајер | Немачка | Берлин, Немачка | 4. август 1936. |

## Резултати

### Финале
Главни фаворит такмичења била је Гизела Мауермајер које је у једној години 6 пута обарала светски рекорд: од 44,76 м (1935) до 48,31 м (11. јула 1936).
Прва је бацала Пољакиња Јадвига Вајс и повела добрим бацањем од 44,69 м, али је Гизела Мауермајер бацила у првом бацању боље 47,63 м, што је био нови олимпијски рекорд и задржала прво место до краја. Вајсова се приближила у трећем бацању на 46,22 л остај је другопласирана до краја. Трећепласирана није успела превацити 40 м. Занимљиво је то што су и Мауермајер и Вајс имале сва бацања  преко 41 метар.
| Плас. | Атлетичарка          | Земља        | Бацања | Бацања | Бацања | Бацања | Бацања | Бацања | Резултат | Бел. |
| Плас. | Атлетичарка          | Земља        | 1°     | 2°     | 3°     | 4°     | 5°     | 6°     | Резултат | Бел. |
| ----- | -------------------- | ------------ | ------ | ------ | ------ | ------ | ------ | ------ | -------- | ---- |
|       | Гизела Мауермајер    | Немачка      | 47,63  | 41,64  | 40,70  | 36,27  | 43,54  | 44,36  | 47,63    | ОР   |
|       | Јадвига Вајс         | Пољска       | 44,69  | 31,99  | 46,22  | 43,36  | x      | 42,89  | 46,22    |      |
|       | Паула Меленхауер     | Немачка      | 38,59  | 37,45  | 33,27  | 35,82  | x      | 39,80  | 39,80    |      |
| 4     | Ко Накамура-Јошино   | Јапан        | 35,84  | 37,21  | 38,24  | 31,29  | 32,73  | 37,87  | 38,24    |      |
| 5     | Хиде Минешима        | Јапан        | 37,04  | 37,35  | 35,25  | 35,73  | 32,72  | 33,98  | 37,35    |      |
| 6     | Биргит Лундстрем     | Шведска      | 35,82  | 33,97  | 31,84  | 35,92  | 31,33  | 34,42  | 35,92    |      |
| 7     | Ans Panhorst-Niesink | Холандија    | 34,03  | 35,21  | 32,64  |        |        |        | 35,21    |      |
| 8     | Gertrude Wilhelmsen  | САД          | 33,68  | 34,43  | x      |        |        |        | 34,43    |      |
| 9     | Хелен Стивенс        | САД          | 34,33  | 31,58  | 32,76  |        |        |        | 34,33    |      |
| 10    | Габре Габрић         | Италија      | 27,09  | 34,31  | 28,64  |        |        |        | 34,31    |      |
| 11    | Маргарете Хелд       | Аустрија     | x      | 33,15  | 34,05  |        |        |        | 34,05    |      |
| 12    | Маргарета Шијеферова | Чехословачка | x      | 34,03  | x      |        |        |        | 34,03    |      |
| 13    | Вероника Колбах      | Аустрија     | 34,00  | 33,68  | 31,86  |        |        |        | 34,00    |      |
| 14    | Лисјен Вели          | Француска    | 29,92  | 29,51  | 33,95  |        |        |        | 33,95    |      |
| 15    | Фуми Коџима          | Јапан        | 33,66  | 31,97  | 30,42  |        |        |        | 33,66    |      |
| 16    | Тини Копманс         | Холандија    | 30,03  | 33,50  | 33,20  |        |        |        | 33,50    |      |
| 17    | Вера Неферовић       | Југославија  | x      | 33,02  | 27,67  |        |        |        | 33,02    |      |
| 18    | Евелин Ферара        | САД          | 29,50  | 32,52  | 31,07  |        |        |        | 32,52    |      |
| 19    | Ана Хагеман          | Немачка      | 28,48  | x      | x      |        |        |        | 28,48    |      |